# 蜃気楼 (1965年の映画)
『蜃気楼』（しんきろう、Mirage）は1965年のアメリカ合衆国の映画。
エドワード・ドミトリク監督の作品で、出演はグレゴリー・ペックなど。

## キャスト
| 役名                     | 俳優                 | 日本語吹替                      |
| 役名                     | 俳優                 | NETテレビ版                     |
| ------------------------ | -------------------- | ------------------------------- |
| デビッド・スティルウェル | グレゴリー・ペック   | 城達也                          |
| シーラ                   | ダイアン・ベイカー   | 渋沢詩子                        |
| テッド・カセル           | ウォルター・マッソー | 富田耕生                        |
| ウィラード               | ジョージ・ケネディ   | 小林清志                        |
| クロフォード・ギルカディ | リーフ・エリクソン   | 久松保夫                        |
| ブローデン博士           | ロバート・H・ハリス  | 宮川洋一                        |
| ジョセフソン所長         | ウォルター・エイベル | 塩見竜介                        |
| レスター                 | ジャック・ウェストン | 細井重之                        |
| カルビン夫人             | アン・シーモア       | 稲葉まつ子                      |
| ボー                     | ハウス・ジェームソン | 千葉耕市                        |
|                          |                      |                                 |
| 演出                     | 演出                 | 山田悦司                        |
| 翻訳                     | 翻訳                 | 山田実                          |
| 効果                     | 効果                 | 赤塚不二夫                      |
| 調整                     | 調整                 | 栗林秀年                        |
| 制作                     | 制作                 | グロービジョン                  |
| 解説                     | 解説                 | 淀川長治                        |
| 初回放送                 | 初回放送             | 1971年12月19日 『日曜洋画劇場』 |

## スタッフ
- 監督：エドワード・ドミトリク
- 製作：ハリー・ケラー
- 脚本：ピーター・ストーン
- 撮影：ジョセフ・マクドナルド
- 編集：テッド・J・ケント
- 音楽：クインシー・ジョーンズ

### 日本語版
- 演出：山田悦司
- 翻訳：山田実
- 調整：栗林秀年
- 効果：赤塚不二夫、PAG
- 選曲：東上別府精
- 制作：グロービジョン